# متحف كاوشيونغ للتاريخ
متحف كاوشيونغ للتاريخ (Chinese) هو متحف يقع في منطقة يانتشنغ ، كاوشيونغ [الإنجليزية]، كاوشيونغ، تايوان. تدار من قبل حكومة مدينة كاوشيونغ [الإنجليزية].

## تاريخ
كان مبنى المتحف في الأصل حكومة مدينة كاوشيونغ [الإنجليزية]. تم تصميمه من قبل المهندس المعماري الياباني Oono Yonezirou ، بالتعاون مع شركة Shimizu التابعة للحكومة اليابانية، وتم الانتهاء منه في عام 1939. بعد عام 1945، أعيدت تسمية مجلس المدينة إلى حكومة بلدية كاوشيونغ. في 18 يناير 1992، انتقلت حكومة البلدية إلى مبنى مكاتب الاتحاد وتحول المبنى القديم إلى متحف كاوشيونغ للتاريخ الذي تم افتتاحه في 25 أكتوبر 1998.

## هندسة عامة
لهندسة المعمارية للمبنى هي مثال على نمط التاج الإمبراطوري [الإنجليزية] الياباني. تم بناؤه بالخرسانة المسلحة لمقاومة الزلازل، حيث أن تايوان عرضة للزلازل.
استخدم السطح الخارجي للمبنى لون القاعدة العسكرية باللون الأخضر الفاتح. اعتمدت بشكل عام على البرج الرئيسي بأسلوب الأبراج الفرعية المتناظرة ثنائياً. يقع البرج الرئيسي في أعلى الطابق الرابع. تمت إضافة كلا البرجين الرئيسيين والأبراج الفرعية على كلا الجانبين بأربعة زوايا يابانية تقليدية حادة وسقف من القرميد المصقول. تم تزيينها بأسلوب برج الدلو وأنماط زهور البرقوق من قطرات المطر ونمط شرائط الأقحوان الياباني. تم نحت جدران المبنى بجميع أنواع الزخارف وصُنعت النوافذ بأشغال يدوية رائعة ومبتكرة.
يتميز التصميم الداخلي للمبنى بدرج على شكل حرف Y في الردهة الفاخرة، والممرات المقوسة الجمالية على الجانبين، والفناء المشرق ذو السقف العالي والأنماط الشرقية والغربية للأعمدة الكبرى. ترمز هذه الزخارف إلى القوة الحاكمة المرموقة لليابان والمزيج المعماري المتناغم بين الشرق والغرب.

## مجموعة
من المتوقع أن يكون متحف كاوشيونغ للتاريخ (KMH) هو المستودع التاريخي لمنطقة كاوشيونغ من خلال إنشاء المجموعة على أساس «تطوير مدينة كاوشيونغ». للحفاظ على المعرفة الخلفية المحلية والتأكيد على خصائص المنطقة في الوقت نفسه تشاركها مع الجمهور، تحلل KMH بشكل منهجي وتجمع وتحافظ على مسار التاريخ والتعددية الثقافية في Kaohsiung، وتظهر المعنى الأساسي للأشخاص الذين يعيشون في Kaohsiung وتمثل الآثار الثقافية والبيانات التاريخية للأحداث الاجتماعية المعاصرة أو القضايا كأساس للبحث والمعارض وتعزيز التعليم.

## وسائل النقل
يمكن الوصول إلى المتحف على بعد مسافة قصيرة سيرًا على الأقدام من الشمال الشرقي من محطة مترو يانتشنجبو [[:en:محطة Yanchengpu]|[الإنجليزية]]] التابعة مترو كاوشيونغ [الإنجليزية] أو عن طريق حافلة المدينة أو ركوب الدراجة في المدينة.

## أنظر أيضا
- قائمة المتاحف في تايوان [[:en:قائمة المتاحف في تايوان]|[الإنجليزية]]]

## روابط خارجية
- متحف كاوشيونغ للتاريخ  على فيسبوك. باللغة الصينية
- Geographic data related to Kaohsiung Museum of History at OpenStreetMap